# Sandalinas
Sandalinas ist eine spanisch / schwedische Progressive-Metal-Band um den Gitarristen und Namensgeber Jordi Sandalinas. Weitere Mitglieder sind Sänger Rick Altzi (At Vance), Schlagzeuger Patrick Johansson (Yngwie Malmsteen), Bassist Mick Cervino (Blackmore’s Night) und Keyboarder Elias Holmild (Dragonland).
Das 2005 erscheinende Album Living on the Edge wird von Andy LaRocque (King Diamond) produziert. Apollo Papathanasio, Sänger von Firewind singt darauf.
Beim Anfang 2008 erscheinenden Album Fly to the Sun werden Derek Sherinian (Dream Theater), Chris Caffery (Savatage) und Andy LaRocque (King Diamond) Gastauftritte absolvieren.

## Diskografie

### Singles
- Die Hard (2002)

### EPs
- Like an Arrow (2001)

### Alben
- Living on the Edge (2005)
- Fly to the Sun (2008)